# 184315 Denisbogan
184315 Denisbogan este o planetă minoră (asteroid) din centura de asteroizi. A fost descoperită pe 10 martie 2005 la Observatorul Național Kitt Peak de Marc Buie⁠(d). 
Obiectul prezintă o orbită caracterizată de o semiaxă mare de 2,4541148192828 UAi, o excentricitate de 0,19951881550377, o înclinație de 2,0138632627308 ° în raport cu ecliptica.